# Oliver Dawson
Oliver Dawson (4 gennaio 2008) è un nuotatore canadese, specializzato nella rana.

## Biografia
Nel 2025, ai mondiali in vasca lunga di Singapore, si aggiudica la medaglia di bronzo nella staffetta 4x100 metri misti mista.

## Palmarès
- Mondiali

Singapore 2025: bronzo nella 4x100m misti mista.